# Proganochelys
Proganochelys (z řečtiny "želva se šupinami směřujícími dopředu") je jedna z nejstarších známých suchozemských želv. Žila v období svrchního triasu a její fosilie byly objeveny v Thajsku, v Německu a v Grónsku. V roce 2022 byl objev dospělého exempláře oznámen také z lokality Frickberg u města Frick ve Švýcarsku (kanton Aargau, geologické souvrství Klettgau).

## Popis
Její krunýř byl méně vyvinutý než u současných želv a nebyla schopna schovat hlavu do krunýře. Měla široký klenutý karapax a plochý kostěný plastron. Na krku a ocase měla ostny, které ji mohly chránit před predátory. Kostru měla stavěnou podobně jako některé současné želvy. Dosahovala délky kolem jednoho metru.
Stavbou kostry končetin se tyto vývojově primitivní želvy již podobaly více dnešním želvám než "kmenovým" vývojovým zástupcům skupiny a evolučním předkům želv z pozdních prvohor.